# Raphael Friedeberg
Raphael Friedeberg, né le 14 mars 1863 à Tilsit et mort le 16 août 1940, est un médecin socialiste libertaire et anarcho-syndicaliste allemand.

## Biographie
En 1907, Raphael Friedeberg participe au Congrès anarchiste international d'Amsterdam.

## Publications
- La grève générale et le socialisme, 1904, lire en ligne.